# Сосновец
Сосно̀вец (на полски: Sosnowiec) е град в Южна Полша, Силезко войводство. Административно е обособен в самостоятелен градски окръг (повят) с площ 91,06 км2.
Името на града произлиза от полската дума sosna („бор“), заради боровите гори, които са били разпространени в околностите му преди 1830 г. Първоначалното име на града е било Сосновице (Sosniwice). Има още 5 селища, носещи името Сосновец в околностите на Келце, Лодз и Ополе.

## География
Градът се намира в историческата област Малополша (Заглембе Домбровске), североизточно от Катовице. Част е от Горносилезката метрополия имаща население над 2 млн. души.

## Население
Според данни от полската Централна статистическа служба, към 1 януари 2014 г. населението на града възлиза на 211 275 души. Гъстотата е 2 320 души/км2.
Демография
- 1902 – 61 000 души
- 1911 – 98 748 души
- 1921 – 86 497 души
- 1939 – 129 610 души
- 1946 – 77 853 души
- 1960 – 131 654 души
- 1970 – 144 700 души
- 1980 – 246 082 души
- 1990 – 259 353 души
- 2000 – 234 486 души
- 2008 – 221 259 души

## Основни паметници и туристически атракции
списък на избраните съоръжения в града:
- Замък „Селецки“ - замък от 15-ти век в квартал Sielec на границата на историческия парк на замъка;
- Дворецът Шьон на ул. "Мая" 1 - еклектичен дворец с характерна неоготическа кула в стил английска готика;
- Дворецът Диетл - необароков дворец от края на 19 век в Pogoń, с парк и исторически жилищен комплекс;
- Дворецът на Шьон с парк и дворцов комплекс - необароков дворец от края на 19 век в квартал Шродула;
- Народна къща в стил Закопане в района Ostrowy Górnicze - имение в стил, препращащ към планинската архитектура на полската част на Татрите;
- църква Св. Йоаким в Сосновец - римокатолическа енорийска църква от средата на 19 век, разположена в квартал Згоже;
- Православен храм „Свети Вяра, Надежда, Любов и майка им София“ – единственият гръкокатолически храм в радиус от 80 км;
- Екологичен образователен център Екзотариум— с парк за биоразнообразие; Парк Курония с акустична черупка и мини зоопарк;
- Катедралната базилика Успение Богородично Пресвета Богородица, украсена отвътре с полихроми от Włodzimierz Tetmajer.

## Спорт
- Футболният клуб на града се нарича „Заглембе“. Носител на Купата на Полша през годините: 1962, 1963, 1977, 1978.
- KP Polska Energia Sosnowiec, мъжки волейболен отбор, играещ в Полската волейболна лига.

## Личности

### Родени в Сосновец
- Станислав Ановски (Антоляк), македоно-одрински опълченец, 23-годишен, техник, ІV клас, 3 рота на 7 кумановска дружина[3]
- Владислав Шпилман, полски пианист и композитор
- Ян Кепура, полски оперен певец и актьор

## Фотогалерия
- Замък „Селецки“
- Церковь ул. Иоахим Сосновец-Загуж
- Дворец на Оскар Шьон
- Катедрална базилика „Св. Богородица“
- Православный храм Святых Веры, Надежды, Любы и их матери Зофьи в Сосновце
- Народный дом в традиционном закопанском стиле.
- Дворец в стиле необарокко в честь промышленника Эрнста Шоэна
- Заборная башня замкового парка на берегу реки Чарна Пшемша